# Cree River
Cree River är ett vattendrag i Kanada.   Det ligger i provinsen Saskatchewan, i den centrala delen av landet, 2 500 km nordväst om huvudstaden Ottawa. Cree River ligger vid sjön Giles Lake.
Trakten runt Cree River är nära nog obefolkad, med mindre än två invånare per kvadratkilometer.